# Srednja Trnova
Srednja Trnova je naseljeno mjesto u sastavu općine Ugljevik, Republika Srpska, BiH.

## Stanovništvo
| Srednja Trnova     |              |
| godina popisa      | 1991.        |
| Srbi               | 12 (1,66%)   |
| Muslimani          | 682 (94,59%) |
| Hrvati             | 0            |
| Jugoslaveni        | 24 (3,32%)   |
| ostali i nepoznato | 3 (0,41%)    |
| ukupno             | 721          |